# Laboratori Cavendish

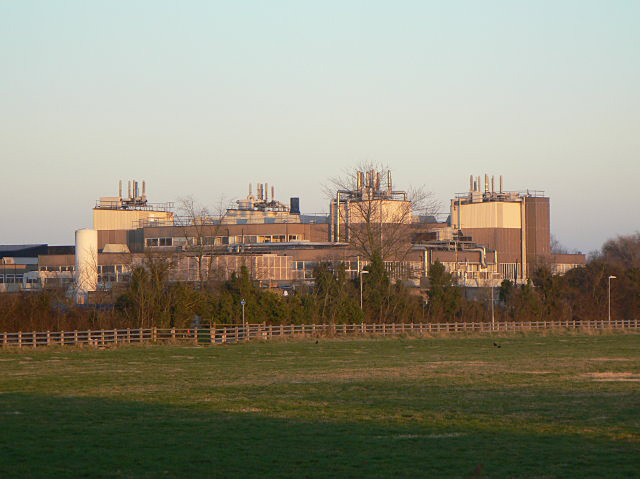
Actual edifici del Laboratori Cavendish

El Laboratori Cavendish és el nom que rep el Departament de Física de la Universitat de Cambridge, a Anglaterra. Té una extraordinària història de descobriments i innovació en el camps de la Física des de la seva obertura en 1874. Deu el seu nom a William Cavendish, VII duc de Devonshire (1808-1891), parent llunyà de Henry Cavendish (1731-1810), que aportà els fons per a la construcció del primer edifici.
El Departament de Física és part de la Facultat de Física i Química, que és un element important de l'Escola de Ciències Físiques, una de les sis escoles acadèmiques de la Universitat. El Departament està dirigit pel Cap de Departament que normalment ocupa el seu càrrec durant cinc anys. Hi ha dos caps adjunts acadèmics del Departament: un és responsable de les finances i els recursos, i l'altre de l'educació. L'activitat de recerca s'organitza en una sèrie de grups de recerca. Cadascun nomena el seu propi cap.
A principis del segle XXI hi havia unes 900 persones que treballaven a temps complet en el Laboratori. Entre elles hi havia unes 65 persones que formaven el professorat, unes 20 eren personal tècnic (administradors, informàtics i personal tècnic), unes 120 eren personal de suport, unes 150 eren investigadors post-doctorals i unes 360 estudiants de postgrau.

## Història

### Seglexix

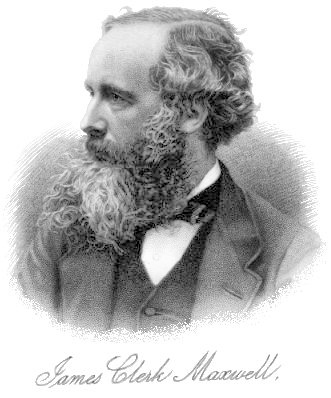
James Clerk Maxwell (1831–1879)

Fins llavors a mitjans del segle xix la física era considerada una part de les matemàtiques. Les aportacions experimentals excel·lents d'Isaac Newton, Thomas Young i George Gabriel Stokes foren dutes a terme als seus col·legis. La necessitat de la formació pràctica dels científics i enginyers es destacà per l'èxit de l'Exposició Universal de 1851 a Londres i les exigències d'una societat industrial. La creació dels cursos Natural Sciences Tripos (NST) el mateix any establí les bases per a la necessitat de construir laboratoris dedicats a la física experimental i això s'aconseguí gràcies a la generositat del Canceller de la Universitat, William Cavendish, VII duc de Devonshire. Cavendish proporcionà 6300 £ per cobrir els costos de la construcció d'un laboratori de física, amb la condició que els Col·legis proporcionassin el finançament per a una càtedra de física experimental. Això portà a la designació de James Clerk Maxwell (1831-1879) com el primer professor de física experimental del Laboratori Cavendish.

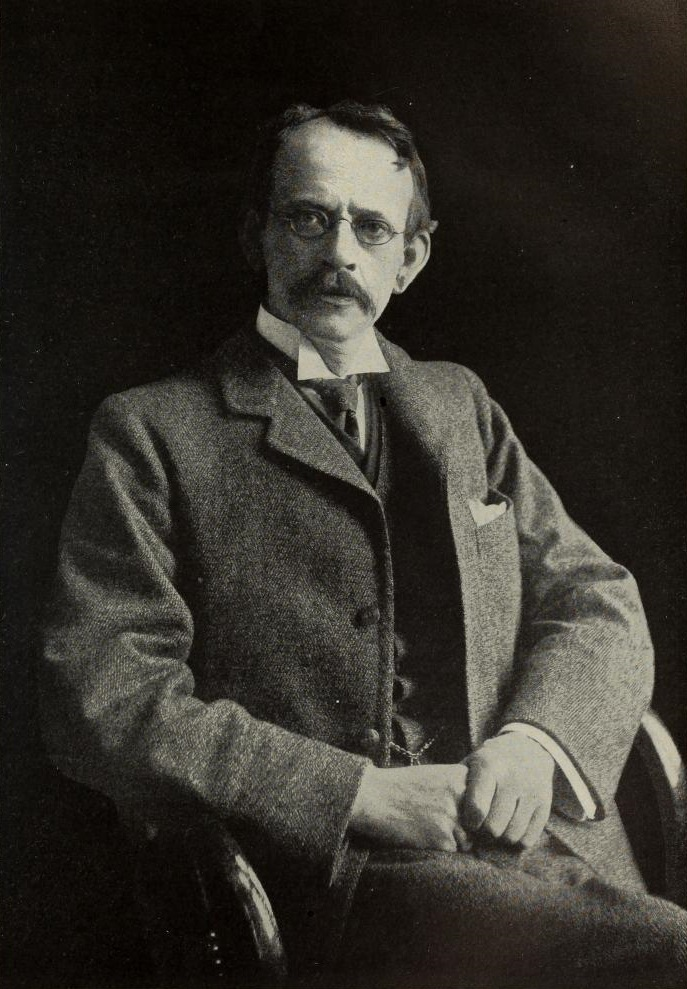
Joseph John Thomson (1856-1940)

Des de la seva fundació, el Laboratori Cavendish ha tingut gran fortuna en el nomenament de professors que, entre ells, han canviat per complet la nostra comprensió del món físic. Maxwell no visqué per veure les seves teories de l'electricitat, el magnetisme i la física estadística plenament confirmades pels experiments, però el seu llegat pràctic fou el disseny i equipament del Laboratori Cavendish. Maxwell morí el 1879, a la primerenca edat de 48 anys, i fou succeït per John William Strutt, Lord Rayleigh (1842-1919), que fou responsable de la creació d'un curs sistemàtic d'instrucció en física experimental, que ha romàs en el centre del programa d'ensenyament del Laboratori.
Joseph John Thomson (1856-1940) succeí Rayleigh el 1884 i començà la revolució en la física que havia de conduir al descobriment de la mecànica quàntica en la dècada de 1920. Durant el seu llarg mandat, possibilità que els estudiants de fora de la Universitat de Cambridge estudiassin per al nou grau de Doctor en Filosofia a partir del 1895. Entre la primera generació d'estudiants de postgrau de física en destaquen Ernest Rutherford i Charles Thomson Rees Wilson, que, juntament amb J.J. Thomson, guanyaren premis Nobel per les seves investigacions. El descobriment de l'electró per Thomson, la invenció de la cambra de boira de Wilson, el descobriment de la fissió nuclear artificial per Rutherford són exemples dels extraordinaris avenços en la tècnica experimental que marcà el començament del que es coneix com a física moderna.

### Segle XX

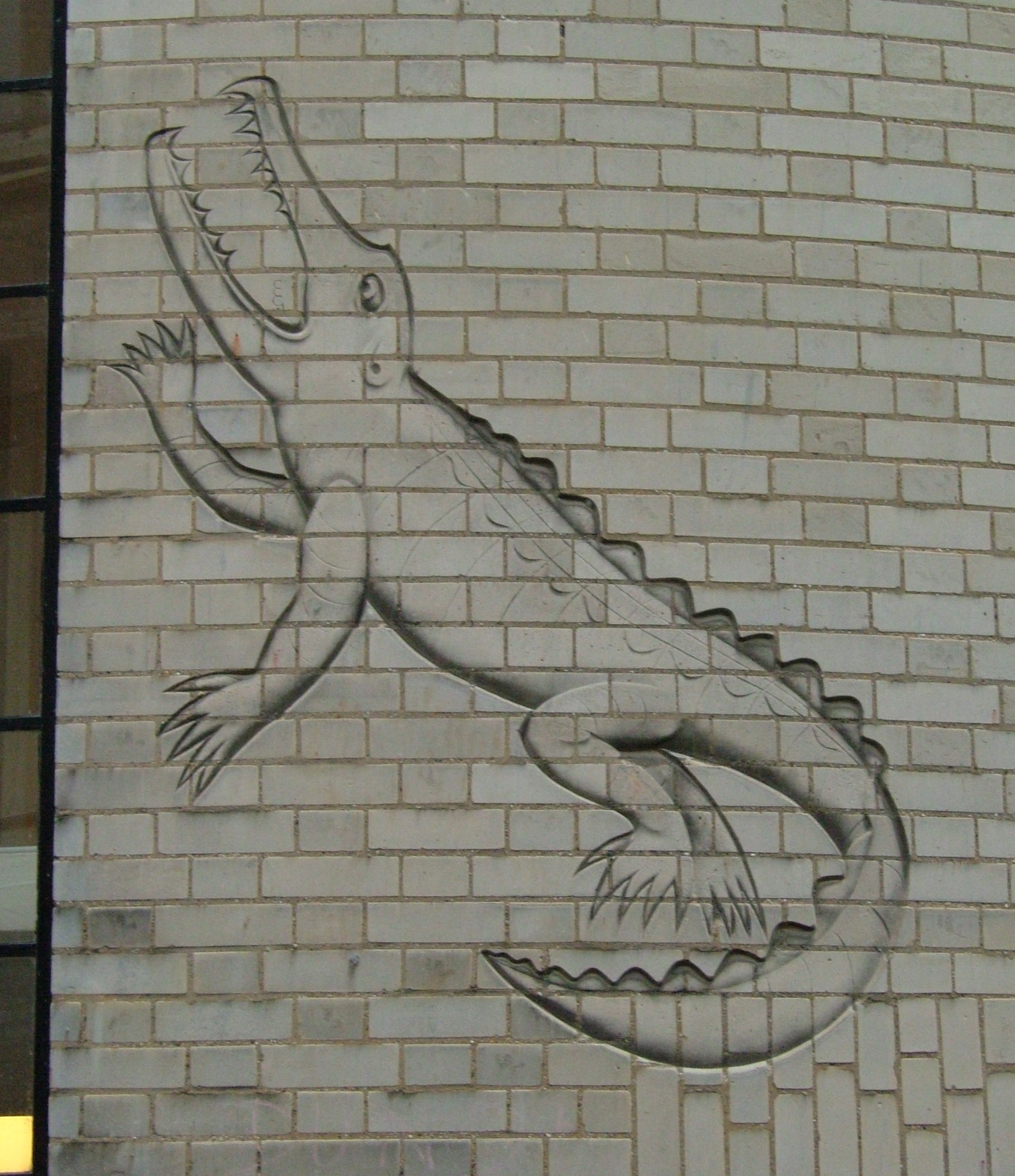
Gravat a una paret del Laboratori Mond que representa un cocodril, nom amb el qual era conegut Rutherford

El 1919, Thomson fou succeït per Ernest Rutherford (1871-1937). Sota el seu mandat, Francis William Aston descobrí els isòtops dels elements químics, Patrick Blackett fou el primer a fotografiar interaccions nuclears artificials, James Chadwick descobrí el neutró i John Douglas Cockcroft i Ernest Walton dugueren a terme l'experiment que produí les desintegracions nuclears controlades i induïdes per partícules d'alta energia accelerades, així com demostrar experimentalment per primera vegada la validesa de l'equació d'Einstein que relaciona la massa i l'energia: E = m·c².
William Lawrence Bragg (1890-1971) succeí Rutherford el 1938 i desenvolupà l'ús de la cristal·lografia de raigs X com una eina extraordinàriament poderosa per a la comprensió de l'estructura de les biomolècules. La culminació d'aquests estudis fou la determinació de l'estructura de doble hèlix de la molècula d'ADN per Francis Crick i James Watson. L'àmbit de la física seguí creixent amb l'empenta a temperatures molt baixes a través de la investigació realitzada al Laboratori Mond, construït el 1933, i energies molt altes amb la construcció de la propera generació d'acceleradors de partícules.
Bragg fou succeït el 1954 per Nevill Francis Mott (1905-1996), i sota la seva direcció es dugueren a terme molts estudis pioners en el que ara podria anomenar-se la física de la matèria condensada, incloent al seu propi treball sobre els semiconductors amorfs que anava a portar-lo al seu premi Nobel.
El Laboratori continuà expandint-se a gran velocitat fins que l'antic edifici al centre de Cambridge quedà petit i realitzà el trasllat a una nou seu a l'oest de Cambridge, dirigit per Alfred Brian Pippard (1829-2008), el successor de Mott com a professor Cavendish el 1971. El trasllat es completà el 1974 i començà una nova fase de descobriments. Es construïren grans instal·lacions per a la recerca en radioastronomia i física de semiconductors, àrees frontereres de la recerca en física. Amb el nomenament de Samuel Frederick Edwards (1928-2015) com a successor de Pippard el 1984, la física de la matèria condensada es convertí en un component important del programa del Laboratori. Això portà al seu torn a les principals iniciatives de la física biològica i la física mèdica.

### Segle XXI
La física dels polímers semiconductors són la darrera aposta del Cavendish sota la direcció de Richard Henry Friend (1953-), successor d'Edwards el 1995. També els camps de la recerca s'han estès a la nanotecnologia, als àtoms freds i la física d'ultra-baixa temperatura.

## Premis Nobel del Laboratori Cavendish
1. John William Strutt, 3rd Baron Rayleigh (Física, 1904)
2. Sir J. J. Thomson (Física, 1906)
3. Ernest Rutherford (Química, 1908)
4. Sir William Lawrence Bragg (Física, 1915)
5. Charles Glover Barkla (Física, 1917)
6. Francis William Aston (Química, 1922)
7. Charles Thomson Rees Wilson (Física, 1927)
8. Arthur Compton (Física, 1927)
9. Sir Owen Willans Richardson (Física, 1928)
10. Sir James Chadwick (Física, 1935)
11. Sir George Paget Thomson (Física, 1937)
12. Sir Edward Victor Appleton (Física, 1947)
13. Patrick Blackett, Baron Blackett (Física, 1948)
14. Sir John Cockcroft (Física, 1951)
15. Ernest Walton (Física, 1951)
16. Francis Crick (Fisiologia o Medicina, 1962)
17. James Watson (Fisiologia o Medicina, 1962)
18. Max Perutz (Química, 1962)
19. Sir John Kendrew (Química, 1962)
20. Dorothy Hodgkin (Química, 1964)
21. Brian David Josephson (Física, 1973)
22. Sir Martin Ryle (Física, 1974)
23. Antony Hewish (Física, 1974)
24. Sir Nevill Francis Mott (Física, 1977)
25. Philip Warren Anderson (Física, 1977)
26. Pyotr Kapitsa (Física, 1978)
27. Allan McLeod Cormack (Fisiologia o Medicina, 1979)
28. Mohammad Abdus Salam (Física, 1979)
29. Sir Aaron Klug (Química, 1982)